# Olga Petrova
Pour les articles homonymes, voir Petrov.
Muriel Harding, dite Olga Petrova, née le 10 mai 1884 à Liverpool (Angleterre) ou au Pays de Galles et morte le 30 novembre 1977 à Clearwater (Floride), est une actrice, scénariste et dramaturge d’origine galloise, naturalisée américaine.
Elle a son étoile sur le Walk of Fame d’Hollywood.

## Carrière
Elle commence sa carrière théâtrale à Londres sous son vrai nom, Muriel Harding, puis change son nom pour Olga Petrova, en référence au nom de son premier mari Boris Petrov (dont on n'est pas sûr qu'il ait vraiment existé, selon Anthony Slide).
En 1911, elle devient une vedette au London Pavillion, où elle est remarquée par Jesse L. Lasky et Heny B. Harris, qui l'engagent pour leur cabaret Folies Bergère à New York. Cette expérience étant loin d'être un succès, elle est engagée pour jouer dans la comédie musicale The Quaker Girl, qui reste à l'affiche pour 240 représentations.
Entre 1914 et 1918, elle va jouer dans plus de 20 films, souvent des rôles de « femme fatale », mais aussi des rôles dans lesquels transparaît son caractère féministe. En même temps, elle écrit dans divers magazines de cinéma. Au cours des années 1920, elle écrit plusieurs pièces, dans lesquelles elle joue le premier rôle, comme The white Peacock (1921), Hurricane (1923), ou What do we know? (1927).
À la fin des années vingt, elle se retire du spectacle et vient habiter Saint-Raphaël, puis retourne aux États-Unis lorsque la guerre est déclarée.
En 1942, elle publie son autobiographie, Butter with my Bread, aux éditions Bobbs-Merrill.

## Filmographie

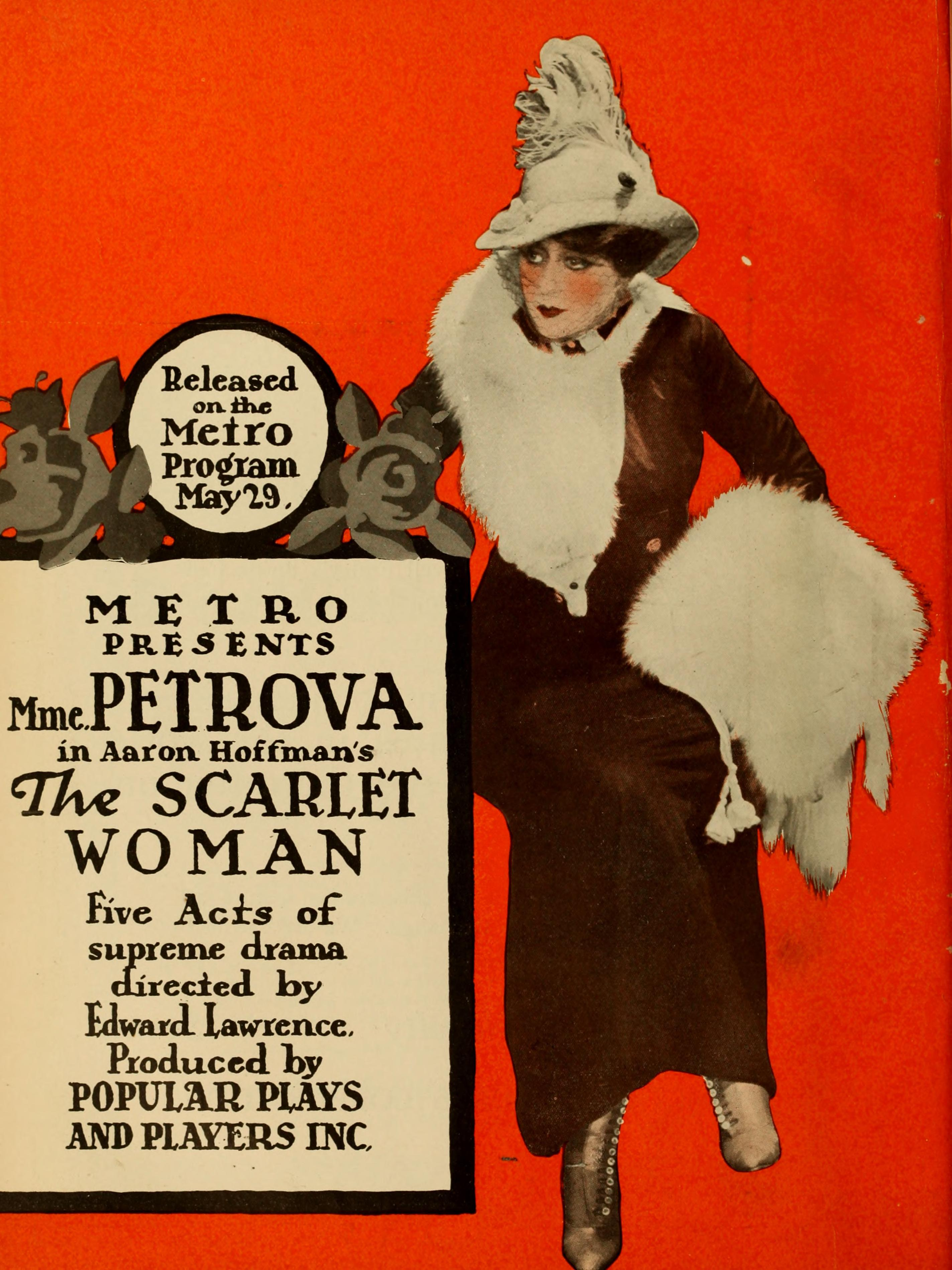
The Scarlet Woman (1916)

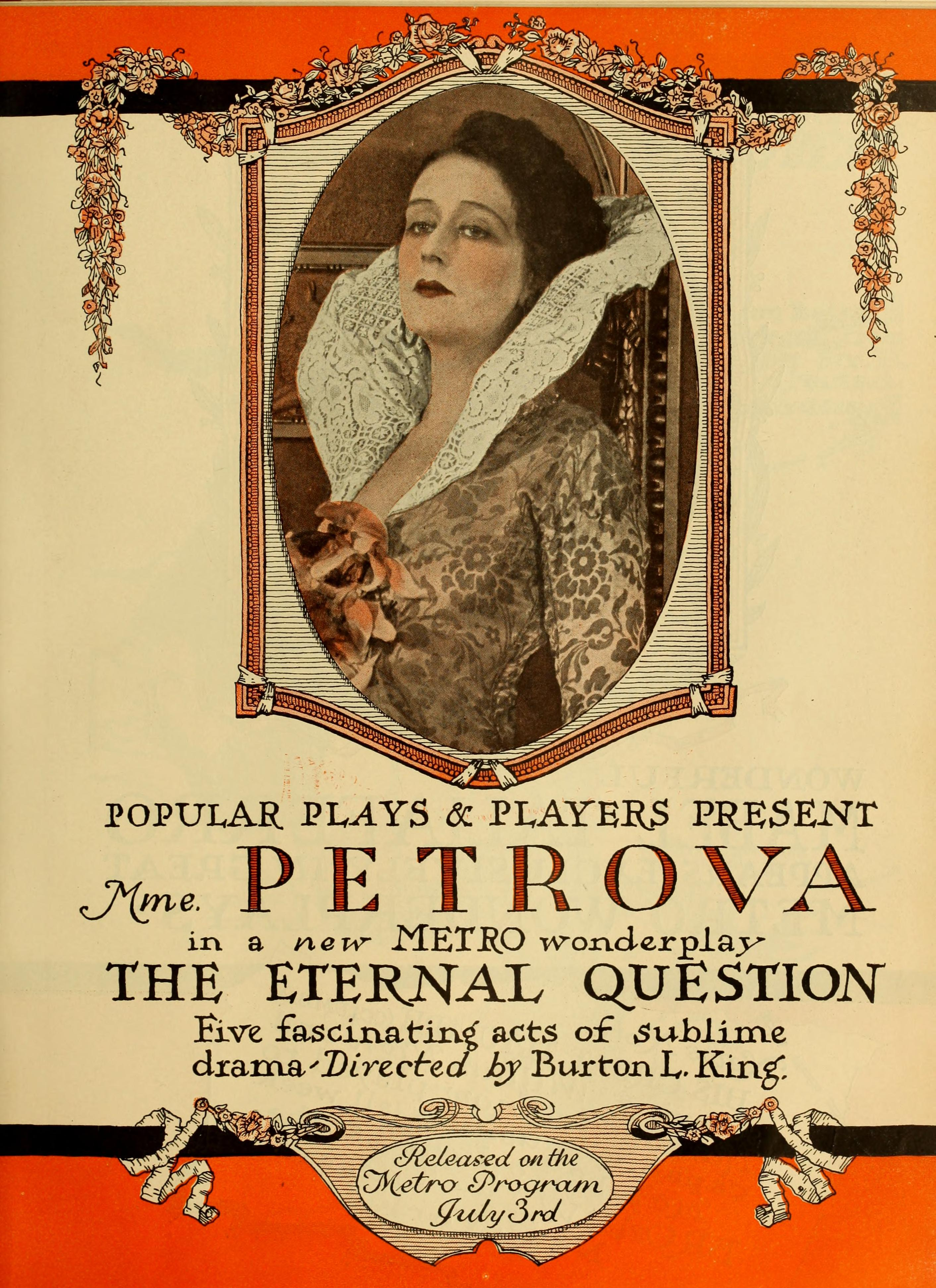
The Eternal Question (1916)

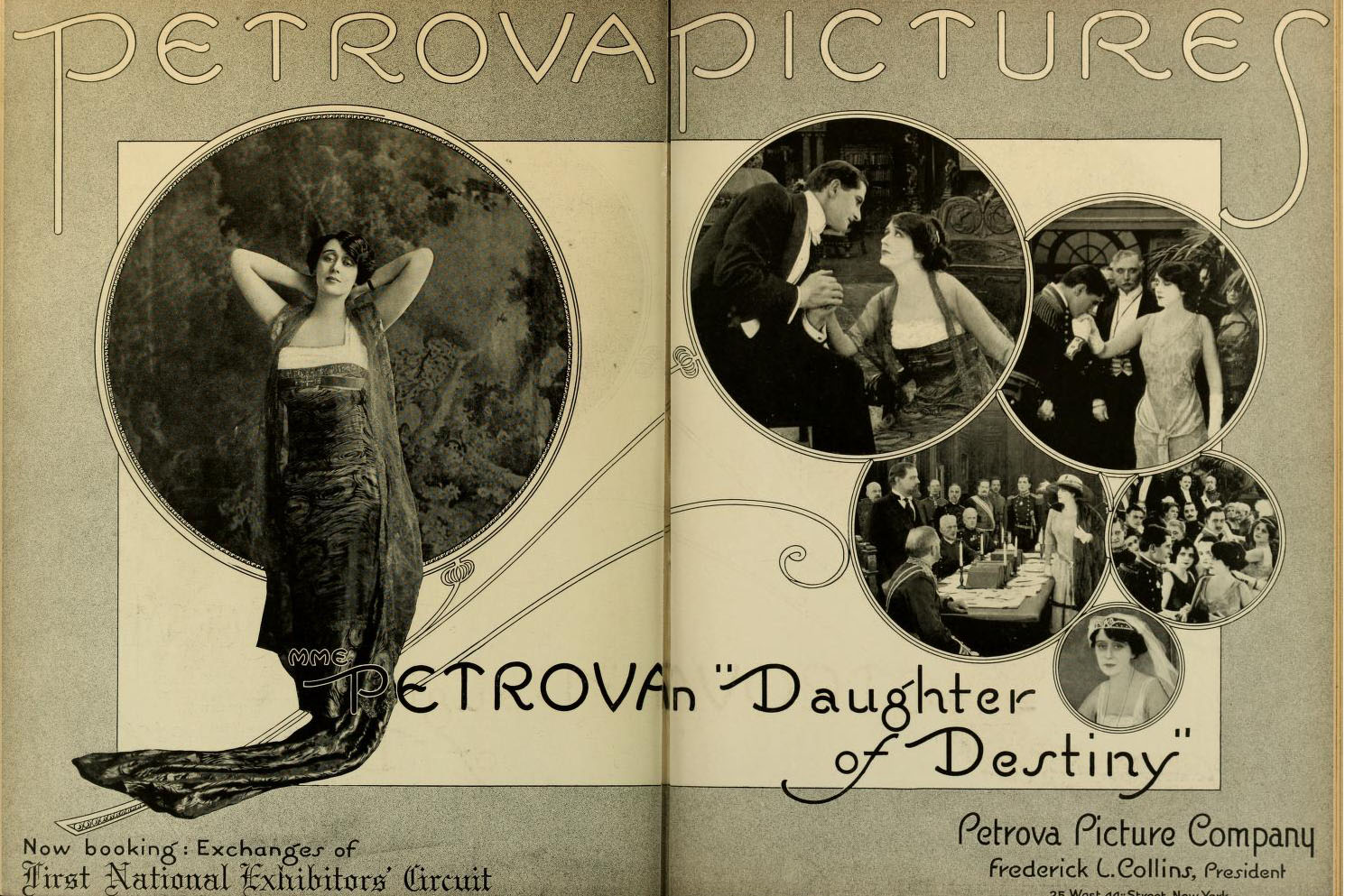
Daughter of Destiny (1917)

### Comme actrice
- 1914 : The Tigress
- 1915 : My Madonna
- 1915 : The Heart of a Painted Woman
- 1915 : The Vampire
- 1916 : Extravagance (it)
- 1916 : Playing with Fire (en)
- 1916 : The Eternal Question
- 1916 : The Soul Market
- 1916 : What Will People Say?
- 1917 : Daughter of Destiny
- 1917 : L'Exilée (Exile)
- 1917 : The Secret of Eve
- 1917 : La Flamme éternelle
- 1917 : The Waiting Soul
- 1917 : Bridges Burned
- 1917 : La Peur de la vie (More Truth Than Poetry) de Burton L. King
- 1917 : To the Death
- 1917 : The Law of the Land
- 1917 : The Silence Sellers de Burton L. King
- 1918 : Tempered Steel
- 1918 : The Life Mask
- 1918 : The Light Within
- 1918 : The Panther Woman

### Comme scénariste
- 1915 : The Vampire
- 1917 : Bridges Burned
- 1917 : Daughter of Destiny
- 1917 : La Peur de la vie (More Truth Than Poetry) de Burton L. King
- 1917 : To the Death de Burton L. King